# Schulenburg (Badbergen)

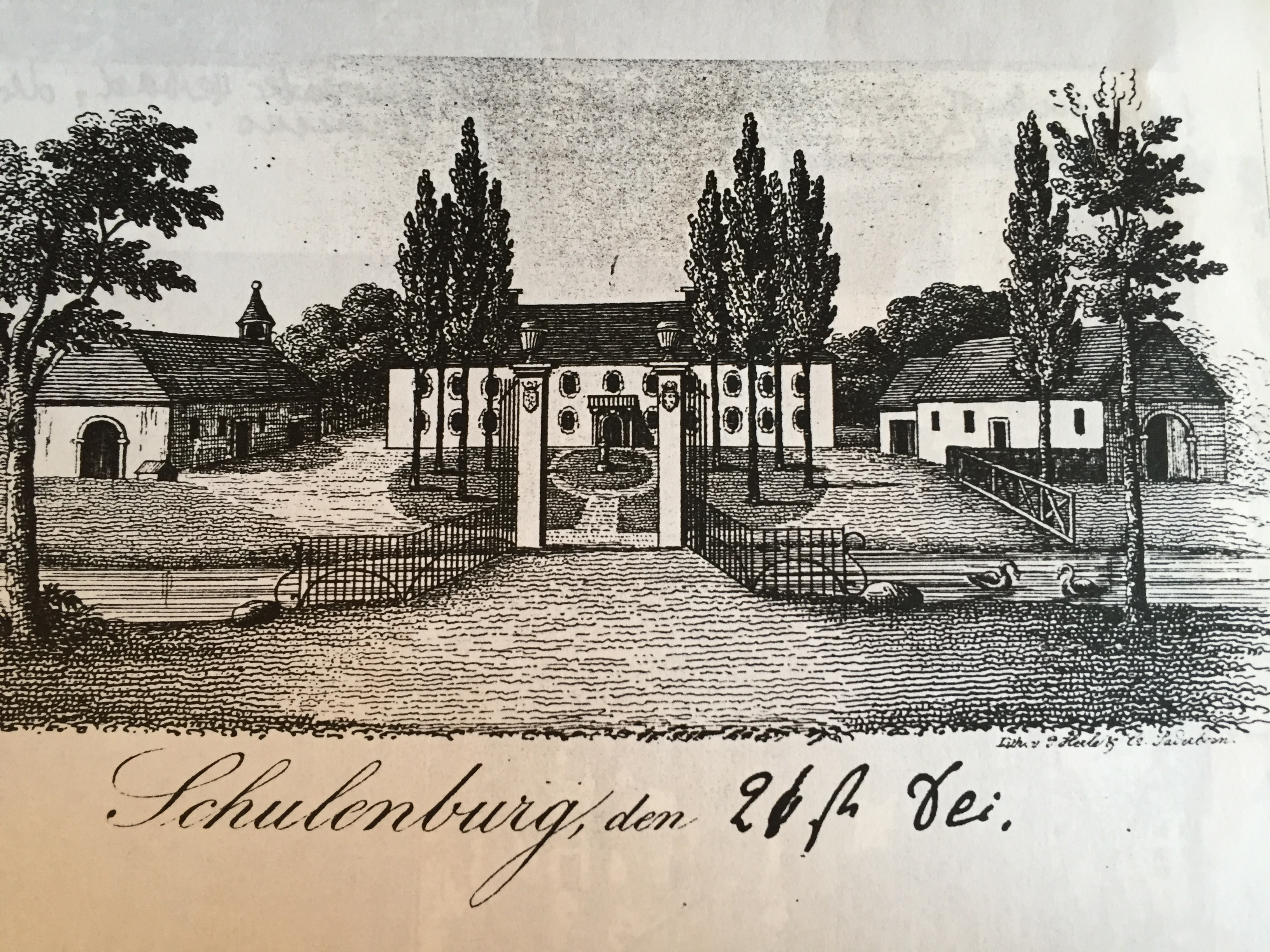
Schloss Schulenburg (Badbergen)

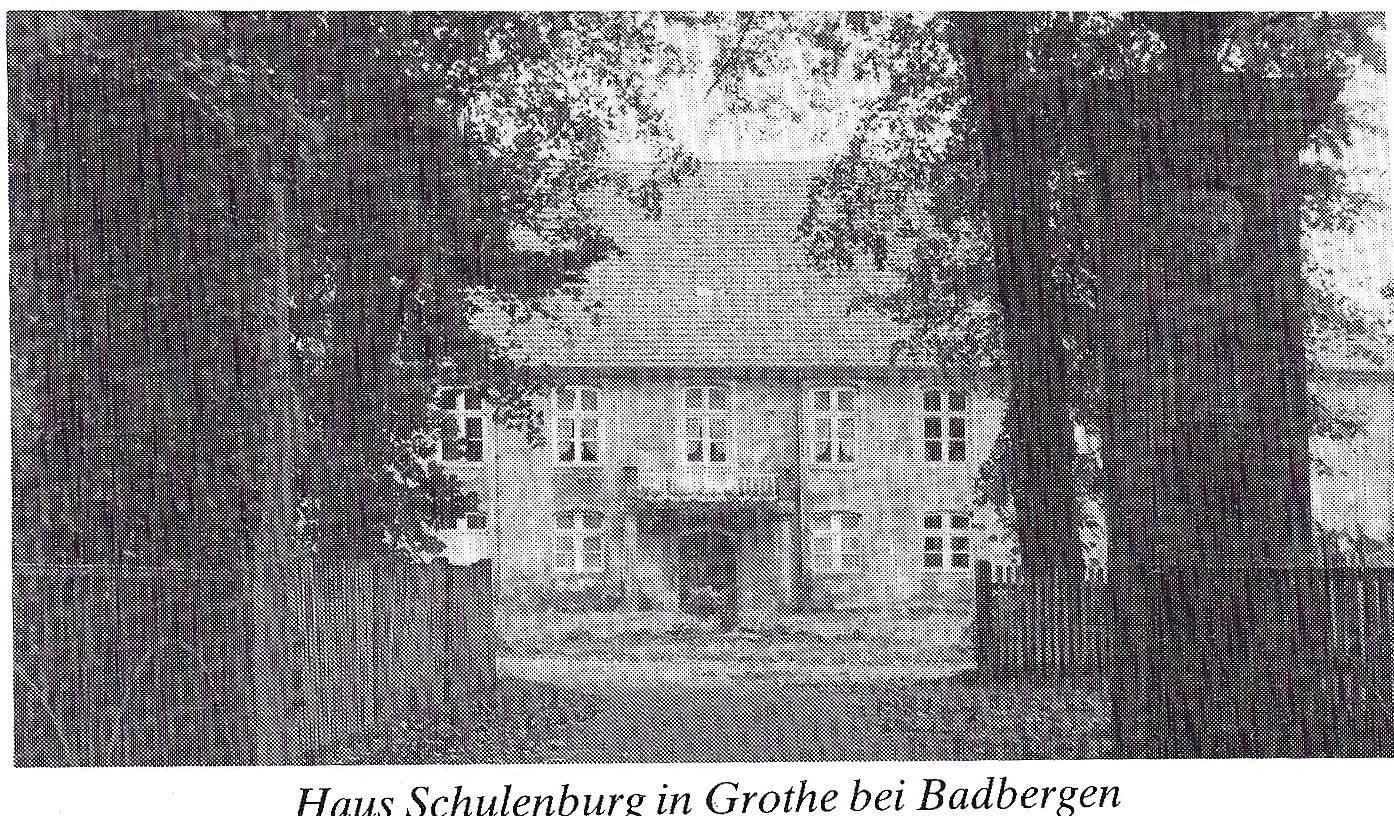

Die Schulenburg  in Badbergen ist ein seit dem 14. Jahrhundert bestehendes Schloss mit einem um 1755 gebauten Hauptgebäude. Es liegt im Ort Badbergen im Landkreis Osnabrück im westlichen Niedersachsen.

## Ursprung des adligen Gutes
Die Schulenburg wurde vor 1300 von Baldwin von Varendorff  gegründet, der 1292 und 1293 als ihr Besitzer erwähnt wird. Der Sage nach befand sich in der Nähe der Burg ein Platz, der „Heilige Halle“ genannt wird und der als heidnischer Tempel diente. Dieser wurde durch eine Kapelle ersetzt und den Heiden wurde an dem Platz Zwangsunterricht erteilt, daher der Name „Schulenburg“. 1379 verkaufte Metteke von Varendorff, genannt von der Schulenburg, die Burg an Baldwin von Knehem. Der letzte Besitzer aus der Familie Knehem, Baldwin von Knehem, der mit Katharina von Grapendorf verheiratet war, verkaufte 1561 die Burg an Wilhelm von der Recke. Dessen Witwe Beleke von der Recke, geborene von Bödinghausen, verkaufte schließlich die Schulenburg 1579 an Hermann von Dincklage.

## Schulenburg als Sitz derer von Dincklage
Mit dem Kauf der Schulenburg durch Hermann von Dincklage wurde diese zum Stammsitz des protestantischen Zweigs der Familie Dincklage und verblieb im Familienbesitz bis zum Verkauf 1906. Der katholische Zweig der Familie bewohnt bis heute Gut Campe, deswegen werden die beiden bestehenden Zweige der Familie Schulenburg und Campe genannt. In der Blütezeit des Gutes gehörten bis zu 30 eigenhörige Höfe dazu. Um 1755 wurde das heutige Gut an Stelle der alten Burg durch Adam Levin von Dincklage erbaut. 1830 übernahm Otto von Dincklage, der mit Klementine von Reden verheiratet war, das Gut. Otto wurde wie die anderen männlichen Mitglieder des Geschlechts 1844 in den Freiherrenstand erhoben. Die Dincklage waren eifrige Unterstützer des Königreichs Hannover und so besuchte 1862 König Georg V. von Hannover die Schulenburg. Gegen Ende des 19. Jahrhunderts geriet das Gut immer mehr in finanzielle Schieflage. 1901 starb der letzte in Schulenburg lebende Gutsherr, Herbord Freiherr von Dincklage. Sein Sohn Clemens Freiherr von Dincklage, der Jura studiert hatte und die Beamtenlaufbahn einschlug, konnte das Gut nicht mehr halten und verkaufte es 1906 an Frau Alwine Weßling. Clemens Freiherr von Dincklage lebte fortan in Berlin und Bromberg und fiel, vier Kinder hinterlassend, im August 1914 bei Longwy.

## Schulenburg seit 1906
Nach Übernahme des Guts wurde dieses eine Zeitlang bewirtschaftet, diente dann einige Zeit als Altersheim und als Medikamentendepot der Bundeswehr. Nunmehr befindet es sich wieder in Privatbesitz und wird bewirtschaftet.